# 武康路40弄1号住宅

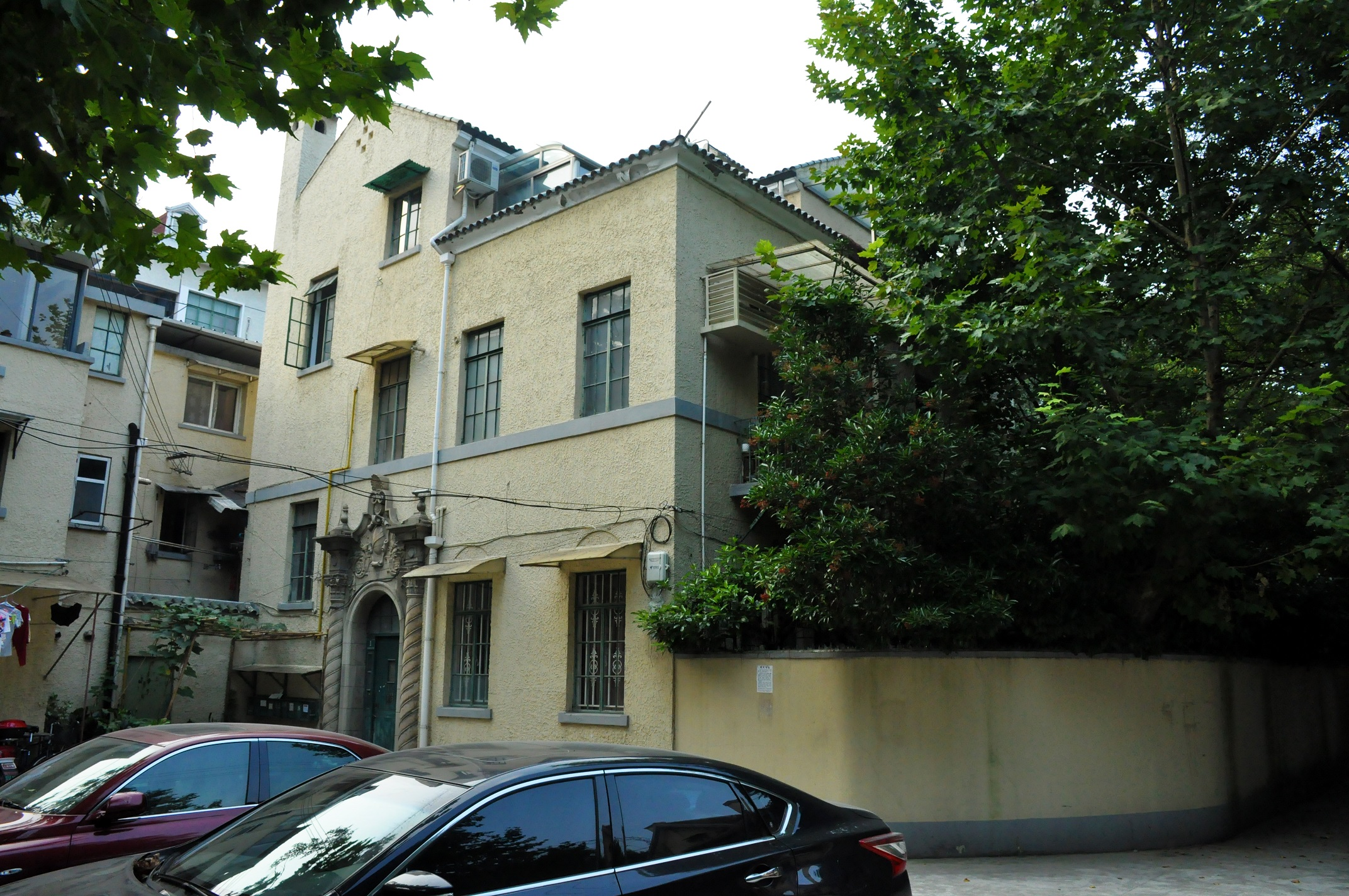
武康路40弄1号住宅

武康路40弄1号住宅（唐绍仪旧居）是中国上海的一处历史建筑，位于今徐汇区武康路40弄1号（原福开森路18号）。该建筑由董大酉设计，为西班牙花园住宅，建于1932年，4层建筑。此处原为诸昌年住宅，诸昌年岳父、中华民国首任总理唐绍仪曾在此居住。
2015年，武康路40弄1号住宅被列为第三批上海市优秀历史建筑，编号D-Ⅲ-60。